# Slagerij van Kampen (album)
Slagerij van Kampen is het eerste album (alleen op vinyl verschenen; niet meer verkrijgbaar) van de slagwerkgroep Slagerij van Kampen. Na successen in het alternatieve circuit, zag een klein obscuur indie-label wel wat in de groep en werd een low-budget opname van een live-concert op de plaat gezet. Het album verkocht boven verwachting goed.

## Nummers
1. Drie ons half om half
2. Meat around the bush
3. Watusi warrior drums
4. Op jacht
5. Camel steak tango